# Лорел (Флорида)
Лорел (англ. Laurel) — статистически обособленная местность, расположенная в округе Сарасота (штат Флорида, США) с населением в 8393 человека по статистическим данным переписи 2000 года.

## География
По данным Бюро переписи населения США статистически обособленная местность Лорел имеет общую площадь в 15,8 квадратных километров, из которых 13,47 кв. километров занимает земля и 2,33 кв. километров — вода. Площадь водных ресурсов округа составляет 14,75 % от всей его площади.
Статистически обособленная местность Лорел расположена на высоте 3 м над уровнем моря.

## Демография
По данным переписи населения 2000 года в Лорелe проживало 8393 человека, 2670 семей, насчитывалось 4179 домашних хозяйств и 5047 жилых домов. Средняя плотность населения составляла около 531,2 человека на один квадратный километр. Расовый состав населённого пункта распределился следующим образом: 95,73 % белых, 1,97 % — чёрных или афроамериканцев, 0,30 % — коренных американцев, 0,76 % — азиатов, 0,01 % — выходцев с тихоокеанских островов, 0,93 % — представителей смешанных рас, 0,30 % — других народностей. Испаноговорящие составили 1,29 % от всех жителей статистически обособленной местности.
Из 4179 домашних хозяйств в 13,2 % воспитывали детей в возрасте до 18 лет, 55,5 % представляли собой совместно проживающие супружеские пары, в 5,9 % семей женщины проживали без мужей, 36,1 % не имели семей. 30,4 % от общего числа семей на момент переписи жили самостоятельно, при этом 19,0 % составили одинокие пожилые люди в возрасте 65 лет и старше. Средний размер домашнего хозяйства составил 2,01 человек, а средний размер семьи — 2,44 человек.
Население статистически обособленной местности по возрастному диапазону по данным переписи 2000 года распределилось следующим образом: 12,4 % — жители младше 18 лет, 3,1 % — между 18 и 24 годами, 16,5 % — от 25 до 44 лет, 28,8 % — от 45 до 64 лет и 39,3 % — в возрасте 65 лет и старше. Средний возраст жителей составил 58 лет. На каждые 100 женщин в Лорелe приходилось 90,8 мужчин, при этом на каждые сто женщин 18 лет и старше приходилось 88,2 мужчин также старше 18 лет.
Средний доход на одно домашнее хозяйство статистически обособленной местности составил 42 186 долларов США, а средний доход на одну семью — 51 153 доллара. При этом мужчины имели средний доход в 32 425 долларов США в год против 27 905 долларов среднегодового дохода у женщин. Доход на душу населения статистически обособленной местности составил 42 186 долларов в год. 5,2 % от всего числа семей в населённом пункте и 8,4 % от всей численности населения находилось на момент переписи населения за чертой бедности, при этом 14,6 % из них были моложе 18 лет и 6,3 % — в возрасте 65 лет и старше.